# Чихрій Степан Іванович
Чихрій Степан Іванович — доктор хімічних наук, завідувач кафедри аналітичної хімії Львівського національного університету імені Івана Франка з 2003 по 2005 роки.

## Життєпис
Чихрій Степан Іванович народився 24 листопада 1963 р. у с. Грабовець Стрийського р-ну Львівської обл. у сім'ї робітників. Після закінчення середньої школи у 1979 р. вступив на хімічний факультет Львівського державного університету імені Івана Франка, який закінчив у 1984 р. Науковими дослідженнями в галузі кристалохімії зацікавився, працюючи в студентському науковому гуртку кафедри неорганічної хімії під керівництвом доц. Миськіва М. Г. Навчаючись на п'ятому курсі брав участь у роботі XXII Всесоюзної наукової студентської конференції (Новосибірськ, 1984) і нагороджений дипломом ІІ ступеня.
Після закінчення університету працював інженером кафедри аналітичної хімії (1984—1986). У 1986 р. вступив до аспірантури при кафедрі аналітичної хімії, після закінчення якої працював молодшим науковим співробітником кафедри. Кандидатську дисертацію «Фазові рівноваги та кристалічна структура сполук в системах Tb-{Fe, Co, Ni}-P і споріднених» захистив у Львові 1990 р. під науковим керівництвом проф. Кузьми Ю. Б. У 1992 р. Степан Чихрій перейшов на викладачьку роботу, працюючи на посаді асистента кафедри до 1996 р. У 1993—1994 рр. переміг у конкурсі на здобуття стипендії Кабінету Міністрів України для молодих науковців. Став лауреатом Соросівського гранту для молодих науковців та викладачів (1998). У 1996 р. вступив до докторантури при кафедрі фізичної та колоїдної хімії ЛНУ імені Івана Франка. Докторську дисертацію «Взаємодія рідкісноземельних і прехідних металів з фосфором» успішно захистив у 2001 р. З 1999 до 2003 рр. — доцент, з 2003  по 2005 рік — завідувач кафедри аналітичної хімії Львівського національного університету імені Івана Франка.

## Наукові досягнення
Наукові зацікавлення — кристалохімія тернарних фосфідів рідкісноземельних і перехідних металів, діаграми фазових рівноваг потрійних систем з участю фосфору. Вперше синтезував і дослідив кристалічну структуру близько 150 тернарних сполук, 22 з яких належать до нових структурних типів неорганічних сполук. З його участю побудовано ізотермічні перерізи діаграм стану 23 потрійних систем. Ці результати надруковано у майже 80 наукових працях, серед яких 1 монографія у співавторстві з професором Кузьмою Ю. Б. («Phosphides»: in Handbook on the Physics and Chemistry of Rare Earths/ Eds. Gschneidner K. A. Jr. and Eyring L. — Amsterdam, Elsevier, 1996. -Vol. 23. — P. 285—434).

## Вибрані публікації
Є автором або співавтором 80 наукових публікацій. В тому числі:
- Kuz'ma Yu.B., Chykhrij S.I. Phosphides. In: Handbook on the Physics and Chemistry of Rare Earths (Eds. Gschneidner K.A.Jr. and Eyring L.) Amsterdam, Elsevier, 1996. — V.23. P.285-434.
- Chykhrij S.I. Peculiarities of the Interaction Between Components in the Systems Containing Rare Earth Metals, Transition Metals and Phosphorus // Polish J. Chem. — 1999. — V.73. — P.1595-1611.
- Chykhrij S.I., Loukashouk G.V., Oryshchyn S.V., Kuz'ma Yu.B. Phase equilibria and crystal structure of compounds in the Ce-Cu-P system // J. Alloys and Compounds. — 1997. — V.248. — P.224-232.
- Chykhrij S.I., Babizhetskyy V.S., Oryshchyn S.V., Kuz'ma Yu.B., Aksel'rud L.G. Crystal structure of Tb16Ni36P22 and isotypic lanthanoid nickel phosphides // J. Alloys and Compounds. — 1997. — V.259. — P.186-190.
- Chykhrij S.I., Babizhetskyy V.S., Kuz'ma Yu.B. New ternary phosphides Ln25Ni49P33 (Ln = Ce, Pr, Nd, Sm, Gd, Tb, Dy, Ho, Er) // Z. anorg. allg. Chem. — 2001. — V.627. — P.1319-1324.

## Літературні джерела
- Вісник Львівського університету. Серія хімічна. 2005. Випуск 46.